# Reményi Sándor (matematikus)
Reményi Sándor (Kolozsvár, 1932. május 1. – Kolozsvár, 1998. szeptember 25.) erdélyi magyar matematikai és pedagógiai szakíró, egyetemi oktató.

## Életútja
Középiskoláit Kolozsváron, a volt Református Kollégiumban végezte (1951), majd a Bolyai Tudományegyetemen szerzett tanári diplomát (1954). Tanított a nagykárolyi Elméleti Líceumban (1954–1968), a kolozsvári 3. sz. Líceumban (1968–1972); 1973–1974-ben szerkesztője volt Bukarestben a Tanügyi Újságnak, majd Kolozsvárra visszatérve tanított a Tanártovábbképző Intézetben, illetve 1977-től nyugdíjazásáig (1994) a Babeș-Bolyai Egyetemen.
Sírja a Házsongárdi temető új, déli részében, a bejárathoz közel van.

## Munkássága
Első írása az Előrében jelent meg 1954-ben a mesterségek szeretetéről. Ezt követően 1958-ig a lap állandó munkatársa. A Tanügyi Újságban 1972–1980 között mintegy 50 írása jelent meg a matematikatanítás kérdéseiről. Szakcikkeket közölt ezenkívül a budapesti Köznevelésben (1970), az Elemente de cercetare științifică című gyűjteményes kötetben (Kolozsvár 1980).
Több humoros írását közölte az Előre, az Igazság és a Tanügyi Újság; nagykárolyi tanárkodása éveiben diákszínjátszó együttesekkel mintegy húsz előadást rendezett, konferált.
Önálló kötetei: Caiet cu probleme de matematică, rezolvate, date la examenele de definitivat în învățământ (Kolozsvár 1974), Módszertani alapfogalmak a matematika tanítására (1979; 1988), Învățarea problematizată a aritmeticii în clasa a II-a (Marosvásárhely. 1979).
Fordítóként jegyezte A tanító kézikönyve I. osztályos matematikakötetét (1981), a II. osztályos Matematika tankönyvet (1986); társszerzőként Rus Ileana-Silaghi Mariana mellett a Probleme rezolvate din manualul de geometrie și trigonometrie în clasa a X-a (Kolozsvár 1984) című egyetemi jegyzetet.